# Повуа ди Варшин
Повуа ди Варшин (на португалски: Póvoa de Varzim; ['pɔvuɐ dɨ vɐɾ'zĩ]) е град в Португалия, център на едноименна община в състава на окръг Порту. Градът е част от най-голямата градска агломерация в Португалия – Голямо Порту. Според данни от 2001 година градът има население от 42,4 хил. жители, а общината, чийто център, е има население от 63,5 хил. души.
Повуа ди Варшин е известен плажен курорт от повече от три века, и е най-популярният в Северна Португалия.